# NGC 4902
NGC 4902 is een balkspiraalstelsel in het sterrenbeeld Maagd. Het hemelobject werd op 8 februari 1785 ontdekt door de Duits-Britse astronoom William Herschel.

## Synoniemen
- MCG -2-33-92
- UGCA 315
- IRAS 12583-1414
- PGC 44847